# 扎奧焦爾斯克
69°15′19″N 33°21′11″E / 69.25528°N 33.35306°E
扎奧焦爾斯克（俄语：Заозёрск）是俄羅斯摩爾曼斯克州北部的一個保密行政區。2002年人口12,180人。
1958年為建立海軍基地而建立。曾經使用過、北莫爾斯克-7（Североморск-7）、摩爾曼斯克-150（Мурманск-150）、等名稱。